# Sugar Colt
Sugar Colt è un film del 1966 diretto da Franco Giraldi.

## Trama
Tom Cooper, chiamato anche Sugar Colt, è visitato da Pinkerton, che lo vuole per indagare sulla scomparsa, e l'eventuale sequestro, di alcuni soldati. Cooper declina, siccome  ha una vita tranquilla insegnando alle donne del posto l'auto-difesa. Quando Pinkerton viene assassinato, Cooper cambia idea e va a Snake Valley travestito da medico. Egli usa il gas narcotico per sciogliere le lingue, e ottiene l'aiuto di un compagno e di due donne al saloon. Egli viene individuato e pesantemente pestato, ma alla fine libera gli ostaggi, mentre il grande capo responsabile viene eliminato.

## Critica
(Achille Valdata)